# Laurent Fignon
Laurent Fignon (Parigi, 12 agosto 1960 – Parigi, 31 agosto 2010) è stato un ciclista su strada e pistard francese.
Professionista dal 1982 al 1993, vinse due Tour de France e un Giro d'Italia. Soprannominato "Il Professore" per l'abitudine di correre indossando occhiali da vista, morì prematuramente, a cinquant'anni, a causa di un cancro del pancreas.

## Carriera
Si mise in luce tra i grandi del ciclismo nel 1982, al primo anno da professionista, vincendo il Critérium International. Appena ventiduenne, e all'esordio nella corsa, trionfò l'anno seguente al Tour de France, approfittando anche dell'assenza di Bernard Hinault, il dominatore della scena ciclistica di quegli anni. Si confermò tuttavia l'anno seguente, questa volta sconfiggendo il titolato rivale e mettendo a referto ben cinque vittorie di tappa, due in salita sulle Alpi e tre a cronometro; sempre nel 1984 conquistò inoltre il secondo posto, dietro Francesco Moser, al Giro d'Italia, corsa a tappe che vincerà poi nel 1989.
In quello stesso anno, dopo una lunga assenza per infortunio, si classificò secondo al Tour de France, (dal quale si è ritirato per incidenti ben quattro volte in una sola tappa) a otto secondi di distanza dall'americano Greg LeMond, il minor distacco mai registrato al Tour tra primo e secondo. Corridore in grado di essere competitivo anche nelle "classiche", si impose nella Freccia Vallone nel 1986, nella Milano-Sanremo del 1988 e 1989, ancora una volta nel Critérium International del 1990.

## Dopo il ritiro
Chiusa la carriera nel 1993, restò nel mondo del ciclismo in ambito organizzativo: ebbe una parte non secondaria durante la stesura delle tappe del Tour de France 2004.
Nella sua autobiografia "Eravamo giovani e spensierati" dichiarò di avere un tumore in stadio avanzato alle vie digestive. Proprio questo tumore lo portò alla morte il 31 agosto 2010 all'età di 50 anni.
Fino a poco tempo prima, era stato attivo come commentatore di gare ciclistiche per la Televisione di Stato francese: in questa veste aveva anche svolto il ruolo di opinionista per France 2 durante il Tour de France 2010.
Il corpo di Fignon è stato cremato e inumato in un loculo del colombario del cimitero di Père-Lachaise, a Parigi.

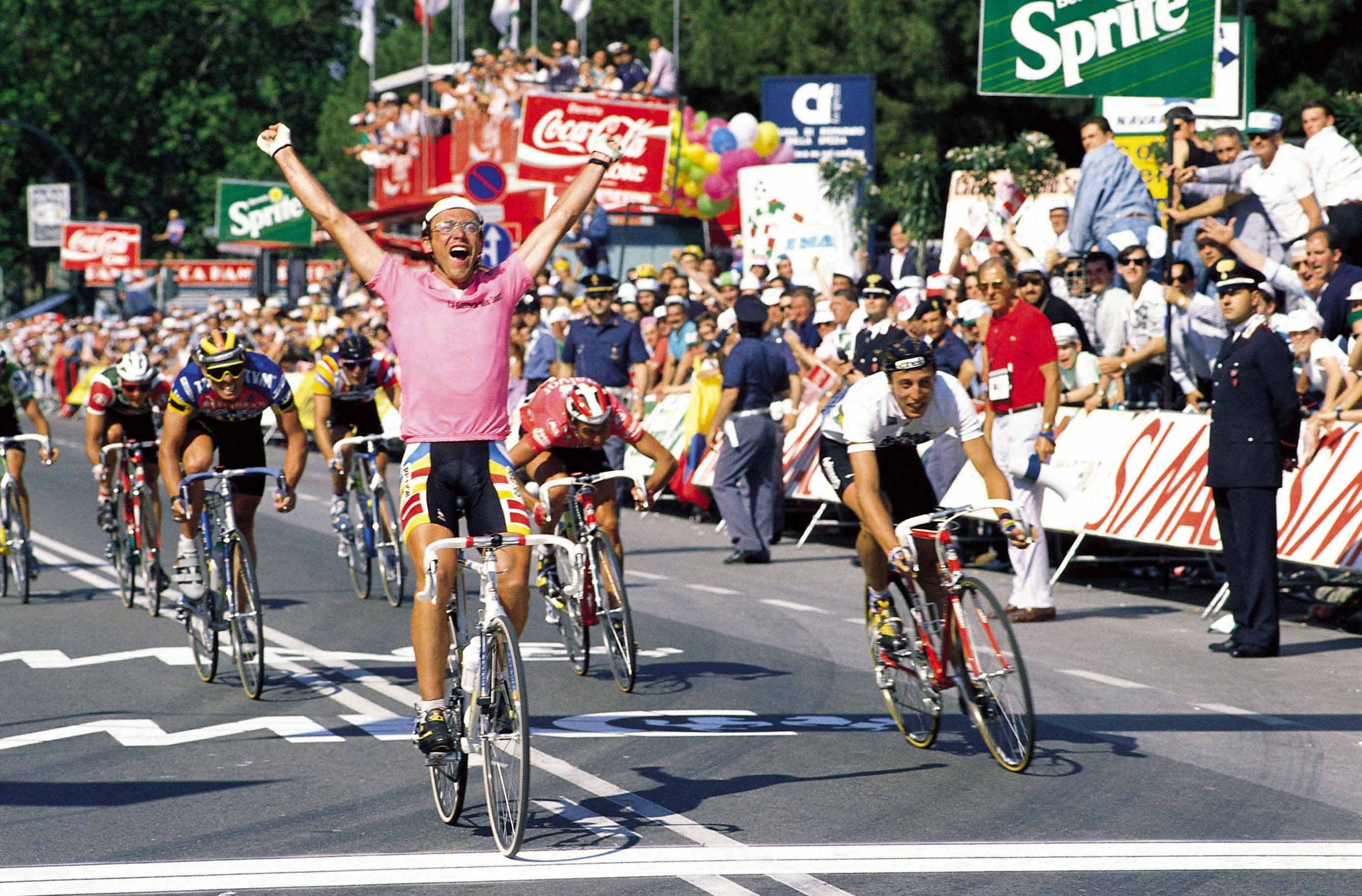
Laurent Fignon vince sul traguardo di La Spezia al Giro d'Italia 1989: battuti Maurizio Fondriest e Phil Anderson

## Palmarès

### Strada

Laurent Fignon taglia il traguardo vincente della Milano-Sanremo 1989

- 1982 (Renault, tre vittorie)

Classifica generale Critérium International
Flèche Azuréenne
Grand Prix de Cannes
- 1983 (Renault, otto vittorie)

1ª tappa Critérium International
3ª tappa Tour du Limousin
4ª tappa Vuelta a España (Sant Carles de la Ràpita > Sant Quirze del Vallès)
4ª tappa Tirreno-Adriatico (Paglieta > Acquaviva Picena)
Grand Prix de Plumelec
Prologo Tour d'Armorique (Quimper, cronometro)
21ª tappa Tour de France (Digione > Digione, cronometro)
Classifica generale Tour de France
- 1984 (Renault, dieci vittorie)

Prologo Tour de Romandie (Meyrin, cronometro)
4ª tappa Tour de Romandie (Losanna > Porrentruy)
20ª tappa Giro d'Italia (Selva di Val Gardena > Arabba)
Campionato francese, Prova in linea
7ª tappa Tour de France (Alençon > Le Mans, cronometro)
16ª tappa Tour de France (Les Échelles > Saint-Christophe-sur-Guiers)
18ª tappa Tour de France (Bourg-d'Oisans > La Plagne)
20ª tappa Tour de France (Morzine > Crans-Montana)
22ª tappa Tour de France (Villié-Morgon > Villefranche-en-Beaujolais)
Classifica generale Tour de France
- 1985 (Renault, quattro vittorie)

Prologo Tour de Midi-Pyrénées (cronometro)
Prologo Étoile de Bessèges (Nîmes, cronometro)
4ª tappa, 1ª semitappa Settimana Ciclistica Internazionale (Cefalù > Tindari)
Classifica generale Settimana Ciclistica Internazionale
- 1986 (Système U, due vittorie)

Freccia Vallone
2ª tappa Critérium du Dauphiné Libéré
- 1987 (Système U, cinque vittorie)

5ª tappa Parigi-Nizza (Tolone > Saint-Tropez)
7ª tappa Parigi-Nizza (Mandelieu > Nizza)
19ª tappa Vuelta a España (El Barco de Ávila > Avila)
3ª tappa, 1ª semitappa Tour de Luxembourg
21ª tappa Tour de France (Bourg-d'Oisans > La Plagne)
- 1988 (Système U, sette vittorie)

2ª tappa, 1ª semitappa Critérium International
Prologo Route du Sud (cronometro)
1ª tappa Route du Sud
9ª tappa Tour de la Communauté Européenne
Classifica generale Tour de la Communauté Européenne
Milano-Sanremo
Parigi-Camembert
- 1989 (Super U, otto vittorie)

Milano-Sanremo
Grand Prix des Nations (cronometro)
20ª tappa Giro d'Italia (Voghera > La Spezia)
Classifica generale Giro d'Italia
18ª tappa Tour de France (Bourg-d'Oisans > Villard-de-Lans)
Classifica generale Giro dei Paesi Bassi
Trofeo Baracchi (cronocoppie con Thierry Marie)
Grand Prix Baden-Baden (cronocoppie con Thierry Marie)
- 1990 (Castorama, una vittoria)

Classifica generale Critérium International
- 1991 (Castorama, una vittoria)

5ª tappa Giro di Puglia (Tricase Porto > Martinafranca)
- 1992 (Gatorade, una vittoria)

11ª tappa Tour de France (Strasburgo > Mulhouse)
- 1993 (Gatorade, una vittoria)

Classifica generale Ruta de Mexico

### Altri successi
- 1982

Prologo Giro d'Italia (Milano > Milano, cronosquadre)
- 1983

Circuit de l'Aulne (Criterium)
Classifica giovani Tour de France
- 1984

1ª tappa Giro d'Italia (Lucca > Marina di Pietrasanta, cronosquadre)
Classifica Gran Premi della montagna Giro d'Italia
- 1989

La Poly Normande
Classifica UCI Road World Rankings

### Pista
1990
- Sei giorni di Grenoble

## Piazzamenti

### Grandi Giri
- Giro d'Italia

1982: 15º
1984: 2º
1989: vincitore
1990: ritirato
1992: 37º
- Tour de France

1983: vincitore
1984: vincitore
1986: ritirato
1987: 7º
1988: ritirato
1989: 2º
1990: ritirato
1991: 6º
1992: 23º
1993: ritirato
- Vuelta a España

1983: 7º
1986: 7º
1987: 3º

### Classiche monumento
- Milano-Sanremo

1983: 118º
1984: ritirato
1986: 32º
1988: vincitore
1989: vincitore
1990: ritirato
1991: 52º
1992: 63º
1993: ritirato
- Giro delle Fiandre

1985: ritirato
1986: 34º
1988: 13º
1990: ritirato
1992: 77º
- Parigi-Roubaix

1988: 3º
1990: 27º
1991: 24º
1992: 39º
- Liegi-Bastogne-Liegi

1984: 8º
1985: 5º
1986: ritirato
1987: 6º
1988: ritirato
1989: 7º
- Giro di Lombardia

1982: 21º
1983: 29º
1986: ritirato
1989: 25º

### Competizioni mondiali
- Campionati del mondo su strada

Goodwood 1982 - In linea: ritirato
Altenrhein 1983 - In linea: 29º
Barcellona 1984 - In linea: ritirato
Colorado Springs 1986 - In linea: 62º
Villach 1987 - In linea: ritirato
Ronse 1988 - In linea: 8º
Chambéry 1989 - In linea: 6º
Stoccarda 1991 - In linea: 16º
Benidorm 1992 - In linea: 40º